# ینوکیان
ینوکیان (زبان ارمنی: Ենոքյան), یکی از نام‌های خانوادگی رایج در میان ارمنیان می‌باشد.
- ادگار ینوکیان، کشتی‌گیر
- هاروتیون ینوکیان
- گوهار ینوکیان

## منبع
- Հովակիմյան, Բախտիար (2005). Հայոց ծածկանունների բառարան (PDF). Երևան: ԵՊՀ հրատ.